# Perungulam
Perungulam là một thị xã panchayat của quận Toothukudi thuộc bang Tamil Nadu, Ấn Độ.

## Nhân khẩu
Theo điều tra dân số năm 2001 của Ấn Độ, Perungulam có dân số 6451 người. Phái nam chiếm 49% tổng số dân và phái nữ chiếm 51%. Perungulam có tỷ lệ 77% biết đọc biết viết, cao hơn tỷ lệ trung bình toàn quốc là 59,5%: tỷ lệ cho phái nam là 81%, và tỷ lệ cho phái nữ là 74%. Tại Perungulam, 12% dân số nhỏ hơn 6 tuổi.